# 人工韌帶
人工韌帶是用于替代受损韧带的装置。人工韧带最常见的用途是用于前交叉韧带重建。尽管自体移植仍然是最常见的韧带重建方法，但自从人工韧带在第一次世界大战时代诞生以来，人们开发了许多材料和结构来优化人工韧带。许多人工韧带是由合成聚合物制成的，例如聚对苯二甲酸乙二酯。为了提高合成聚合物的生物相容性，人们往人工韌帶裡面添加了各种涂层。目前高级韧带加固系统（LARS）人工韧带已被广泛用于临床应用。